# Dlouhá Lhota (Blanskói járás)
Dlouhá Lhota település Csehországban, a Blanskói járásban. Dlouhá Lhota Brťov-Jeneč, Býkovice, Žerůtky és Kunčina Ves településekkel határos. Lakosainak száma 135 fő (2024. január 1.).

## Népesség
A település lakosságának változását az alábbi diagram mutatja:
| Lakosok száma | 229  | 216  | 209  | 199  | 156  | 117  | 133  | 129  | 139  | 135  |
|               | 1869 | 1890 | 1921 | 1950 | 1980 | 2001 | 2017 | 2019 | 2022 | 2024 |